# El senyal
El senyal (títol original en anglès The Signal) és una pel·lícula de ciència-ficció thriller estatunidenca del 2014 dirigida per William Eubank, escrita per William i Carlyle Eubank i David Frigerio, i protagonitzada per Brenton Thwaites i Laurence Fishburne. Es va estrenar al Festival de Cinema de Sundance de 2014 i es va estrenar als Estats Units el 13 de juny de 2014. Ha estat doblada al català.

## Argument
Tres estudiants del MIT, Jonah, Nic i Haley, estan en un viatge per carretera per traslladar la Haley a Califòrnia, una decisió que subratlla la relació de Nic amb ella. Nic camina amb crosses. Haley sent que Nic s'està allunyant d'ella, però explica que no vol que la seva discapacitat la freni. Durant la seva estada a un hotel, Nic i Jonah descobreixen que un pirata informàtic anomenat NOMAD, que gairebé els va fer expulsar per entrar als servidors del MIT, ha trobat la seva ubicació i els està burlant amb correus electrònics. El segueixen fins a una casa abandonada al mig de Nevada. Nic i Jonah escolten Haley cridar i els dos corren a buscar-la, només per veure-la arrossegada al cel abans de desaparèixer ells mateixos en una llum blanca.
Nic es desperta en una instal·lació d'investigació subterrània amb el número 2.3.5.41 tatuat al braç on és interrogat pel doctor Wallace Damon, el cap del "grup de transició" encarregat d'ajudar en Nic a fer front a la seva estranya situació. En Damon li diu a en Nic que el que van trobar va ser un EBE, una entitat biològica extraterrestre. En Damon mostra un metratge de la càmera de vídeo d'en Nic i fa una pausa quan es pot veure una cara alienígena. En Nic és portat a la seva habitació on sent en Jonah dient "[el seu] cos se sent estrany". En Nic s'adona que les seves cames, abans febles però funcionals, ara estan completament entumides. Nic pregunta sobre l'estat de la Haley, però en Damon només li diu que està en coma.
Després d'un experiment inexplicable amb una vaca en una altra part de la instal·lació, sona una alarma de seguretat i en Nic, juntament amb altres membres del personal, troba unes dents grans amb marques de cremades que travessen les parets i cap rastre de Jonah. En Damon li diu que Jonah no es va recuperar mai de la casa. Nic intenta treure a Haley però és interceptat. Després de ser restringit, es sorprèn al descobrir que li han amputat les cames i li han substituït pròtesis fetes amb tecnologia alienígena. Utilitza les seves extremitats superpoderoses per treure la Haley i a ell mateix de les instal·lacions, només per descobrir que es troben enmig d'un desert immens i àrid.
Després de fer un passeig amb una vella, Nic i Haley segresten un camió de 18 rodes per trobar una manera d'esquivar el canyó aparentment interminable que s'estén per les instal·lacions i els voltants. En un centre de visitants, troben en Jonah amb un vestit NBQ, disfressat com un dels treballadors. Jonah revela que els seus avantbraços i mans han estat substituïts per la mateixa tecnologia alienígena que les cames de Nic. Jonah especula que es troben a l'Àrea 51 (perquè tots dos tenen el mateix número tatuat, que suma 51), i que tot això és una prova. Després que Nic descobreixi indicis de tecnologia alienígena implantada a la columna vertebral de la Haley, el trio condueix cap a un punt de control militar. Jonah intenta piratejar el seu sistema informàtic, només per ser detingut pels trets del personal de la instal·lació, que danya els seus ulleres i arruïna la seva capacitat de veure l'ordinador amb claredat.
Nic i Jonah s'abracen mentre l'últim ferit de mort es prepara per a la seva última batalla per permetre que Nic i Haley escapin. Jonah utilitza els seus braços alienígenes protèsics per sotmetre els soldats. Quan Nic i Haley s'acosten al pont que porta al món exterior, es troben amb Damon i els seus militars, que fan volar els pneumàtics del camió amb punxes. Haley és evacuada amb l'helicòpter, Sabent que en Nic ha dominat l'ús de les seves cames, en Damon li diu: "No pots arribar a ella". Després d'escoltar una banya forta que venia del cel, en Nic mira l'etiqueta d'en Damon i s'adona que Damon és NOMAD (en Damon escrit al revés). Explica que va ser Nic qui va venir a buscar-lo a ell, i això ha estat culpa seva. Després afegeix que Nic és "la perfecta integració de la voluntat humana i la tecnologia alienígena... El nostre millor èxit". Agitat i emocionalment compromès, Nic utilitza les seves cames biòniques per esprintar a velocitat supersònica a través del pont, on trenca una barrera invisible.
Nic es troba dins d'una instal·lació exterior més gran. Dins d'ella es pot veure "Àrea 51", el món semblant a la Terra dins de la ciutat del canyó. En Damon s'acosta a Nic i aquest es treu el casc per revelar que en realitat és un alienígena robòtic amb una cara humana. Nic es gira, i a través del vidre veu les estrelles i l'espai exterior. S'adona que no es troba en una instal·lació governamental, sinó que en realitat es troba en una immensa nau espacial alienígena numerada 2.3.5.41 (que coincideix amb el tatuatge numèric del seu braç) que està atracant al seu món natal. Una vista amb zoom allunyat revela tot el vaixell, amb un escut solar parabòlic a la part superior i una gran ciutat alienígena, completa amb gratacels, apuntant lluny del sol alienígena. Un altre ciutat similar es pot veure a la distància.

## Repartiment
- Brenton Thwaites com a Nic Eastman[3]
- Laurence Fishburne com el Dr. Wallace Damon[3]
- Olivia Cooke com a Haley Peterson[4]
- Beau Knapp com a Jonah Breck
- Lin Shaye com a Mirabelle[4]
- Robert Longstreet com a James
- Jeffrey Grover com a Gil, dependent de la benzinera[5]

## Temes
Els cineastes han afirmat que van escriure la pel·lícula principalment com una exploració del conflicte entre la lògica i l'emoció. El director William Eubank va declarar en una entrevista: "La senyal, per a mi, tracta d'opcions i d'allò que impulsa algú: les decisions que prenem, tant si les fem basant-nos en un pensant lògicament o pensar emocionalment Nic és una mena de personatge que està sent; vol ser lògic, perquè creu que des dels seus antecedents informàtics és una manera més forta de viure la teva vida, i aquesta és una manera més raonable de viure. Les seves decisions en blanc i negre, sí o no. Llavors es veu desafiat a prendre una decisió emocional. Al principi, intentava allunyar aquestes emocions... Al final de la pel·lícula, tria abraçar aquest costat emocional i prendre una decisió basada en un sentiment."
El coguionista Carlyle Eubank va explicar la pel·lícula de la mateixa manera, dient: "El veritable quid de la pel·lícula és com els personatges... troben qui són com a persones a través de l'adversitat.
L'actor Brenton Thwaites va declarar que el missatge metafòric de la pel·lícula de seguir el cor per sobre de la raó va ser el que el va atraure cap al projecte, dient: "M'encanten els petits missatges i metàfores de la pel·lícula que et diuen que persegueixes realment allò en què creus i segueixes el teu cor... el missatge és tan bonic."
El guionista David Frigerio es va fer ressò dels sentiments dels seus coguionistes en la seva explicació dels temes de la pel·lícula:
| « | Una vegada que Singularitat arriba i la gent comença a ser realment intel·ligent, com un milió de vegades més intel·ligent del que som ara, i això potser no està tan lluny en la distància... On posa això les emocions humanes? Perquè, reconeixem-ho, si es tracta només de ciència, les emocions són una pèrdua de temps perquè només et bloquegen. Així que aquesta va ser una de les nostres grans preguntes. Tenim aquests nois del MIT. Aquest noi ho té tot per ell... i després ha patit aquesta distròfia muscular i ara tota la seva vida és diferent. I està intentant afrontar-ho... només per adonar-se més tard que són les seves emocions les que el fan humà, ser qui és. Volíem remarcar-ho. | » |

A través de la metàfora, la pel·lícula pretén explorar la idea que encara que de vegades els humans poden intentar viure llurs vides basades en regles i lògica, treballant diligentment per suprimir els seus sentiments, en el fons hi ha emocions que no es poden eliminar. L'anomenada "senyal" és aquell foc rossegador intern de la veu interior d'un humà que pot dir què és veritat si s'escolta, i que fa humans als humans. Eubank va explicar el significat del títol de la pel·lícula dient que el "Senyal" és "esperar alguna cosa, escoltar alguna cosa, tenir el cor obert... hi ha nivells del que realment és el "Senyal"".
A la pel·lícula, el personatge Nic finalment escolta i escolta "el senyal", i en un esclat de foc descobreix el seu veritable sentiment, amor. Després d'haver trobat les seves emocions, en Nic decideix seguir un curs d'acció basat en l'amor. Eubank va parlar d'això dient que la part crítica de la pel·lícula és "veure [Nic] formant un arc, decidir "Ja saps què, he estat tractant de pensar-hi de manera lògica tot el temps... i [he] sempre estat intentant fugir de les meves emocions, aquí hi ha una situació que diu lògicament que no hauria de fer això o que si ho faig tinc un gran risc, així que lògicament no hauria de fer res'. I decideix fer alguna cosa, i hi va, i ho accepta."Aquesta decisió vola en contra de la lògica, però confiar en l'amor l'apodera, i la transformació li permet sortir de l'cova al·legòrica de la foscor abans s'havia trobat dins i fora de l'ampli camp de la realitat.
A Sundance, els cineastes i l'actor Brenton Thwaites van descriure la pel·lícula com un "Història d'estil La Dimensió Desconeguda, inspirada en gran manera en l'al·legoria de la caverna de Plató, i pensada com una interpretació moderna de la pel·lícula de 1939 El màgic d'Oz, un element assenyalat més tard pels ressenyadors.
La pel·lícula utilitza narració no tradicional, que han frustrat alguns crítics.

## Producció
Laurence Fishburne es va unir al repartiment el 9 de maig de 2013.
El rodatge va començar el maig de 2013 a Nou Mèxic, en llocs com Albuquerque, Los Lunas i Taos. The New Mexico Film Office també va anunciar l'inici del rodatge. Els dies 18 i 19 de juny, els equips estaven filmant escenes al pont Rio Grande.

### Música
La banda sonora va ser escrita per Nima Fakhrara que va dissenyar instruments musicals experimentals per construir els paisatges sonors ressonants. Varese Sarabande va publicar una banda sonora el 10 de juny de 2014.

## Distribució

### Màrqueting
El 18 de març de 2014, es va publicar un cartell teaser i algunes fotos de la pel·lícula, seguit del primer tràiler oficial l'endemà.El 26 de març de 2014, Focus va revelar un nou pòster per a la pel·lícula. El 27 de maig, "ruagitated.com" va ser llançat.

### Estrena cinematogràfica
Originalment se suposava que seria llançada per FilmDistrict, però el projecte es va transferir a Focus Features després que el segon absorbís el primer. Focus Features va estrenar la pel·lícula arreu del món el 13 de juny de 2014 and in a limited release in North America for five weeks, grossing $600,896.

### Mitjans domèstics
El senyal es va publicar en un paquet combinat Blu-ray/DVD/Digital HD el 23 de setembre de 2014 per Focus Features i Universal Studios Home Entertainment.Va guanyar 822.917 $ en vendes de vídeos als Estats Units.

## Recepció
A l’abril de 2021 la pel·lícula té una puntuació d'aprovació del 61% a l'agregador de ressenyes Rotten Tomatoes, basat en 89 ressenyes amb una valoració mitjana de 5,84 sobre 10. El consens del lloc diu: "El director William Eubank té clarament grans idees i un nivell impressionant d'expertesa tècnica, malauradament, El senyal les desfà en una història mal construïda." La pel·lícula va rebre una puntuació de 54 de 100 a Metacritic, basat en 34 ressenyes.
Entertainment Weekly va donar a la pel·lícula una qualificació "B", dient: "La ciència-ficció dura es troba amb cors tendres en un thriller de foc lent i ple de girs... El trio acaba abandonat en una barraca al mig del desert de Nevada, on són atacats per forces desconegudes. Va a pitjor!... Què està passant? Nick s'escaparà? I fins i tot volem que ho faci, atès que tots els treballadors de la instal·lació porten vestits de protecció quan interactuen amb els seus convidats/subjectes de prova?" La revisió conclou que "tot això sona com un episodi de La Dimensió Desconeguda o The X-Files."
Nicolas Rapold de The New York Times va escriure, "El senyal de William Eubank demostra la fina línia entre la fantasia paranoica de ciència-ficció i la bobina de demostració... Després d'una breu excursió al terror de metratge trobat, Nic es desperta en un d'aquells compostos secrets antisèptics de parets blanques que s'utilitzen per a l'experimentació humana a les pel·lícules. El Sr. Eubank juga amb les nostres ments, i amb la de Nic, durant un temps." Rapold jutja que "la història evoluciona cap a una mena d'X-Men de pobres", encara que "la grandiositat de les configuracions de la pel·lícula encaixa en part amb sensació dels nois de drama friki just, i no us estranyaria veure el Sr. Eubank dirigint una pel·lícula de més pressupost més endavant…"
Michael O'Sullivan de The Washington Post va donar a la pel·lícula una qualificació d'una estrella i mitja i una crítica mig mordaç: "Dos dels principals girs de la trama a El senyal —un thriller de ciència-ficció atractiu amb més sentit de la moda que cervell—, depenent de la mala direcció que implica una simple aritmètica i ortografia, no espatllaré la diversió elaborant més, però quan arriba cada moment, s'abarata per l'insult implícit a la intel·ligència del públic, els girs se senten menys com a sobresalts de sorpresa genuïna que com si els tingués un alumne de tercer amb un bon acudit. O'Sullivan afegeix: "Diré una cosa: l'estat general de confusió fomentat per la trama de rascar el cap és una manera sorprenentment eficaç de mantenir un compromís continuat amb ell, si per" compromís" vol dir "Aquest millor lideratge en algun lloc". ' Oh, sí. És una destinació poc satisfactòria, malgrat alguns desviaments divertits (l'actriu de personatges veterans Lin Shay, en un petit cameo, és un plaer d'aquest tipus.)"
En canvi, USA Today va escriure: "Si Stanley Kubrick i David Lynch haguessin fet una pel·lícula junts, podria semblar una cosa així com El senyal. Visualment impressionant, emocionalment atrofiat i estrany com tot, aquest conte de ciència-ficció (**1/2 estrelles de quatre, classificat PG-13...) no és digne del cànon de cap dels mestres d'imatges pertorbadores, però Senyal pensa en gran, pren oportunitats i té prou escenes captivadores per diferenciar-se de les pel·lícules de ciència-ficció dels darrers temps... Senyal està tan decidida a romandre misteriosa —i donar un cop de puny visual al clímax de la pel·lícula— que en reté massa... En canvi, Senyal vol fer-te reflexionar. La història pot ser esbojarrada de seguir, però segur que és fantàstic mirar-la."
Geoff Berkshire, que va veure la pel·lícula al Festival de Cinema de Sundance, va fer una crítica igual d'admiradora però decebuda, anomenant-la "En deute amb District 9 i The Blair Witch Project, però poc probable. per gaudir de l'èxit de qualsevol d'aquestes pel·lícules": "Excés d'estil i, en última instància, bastant ximple, El senyal és un viatge cap de ciència-ficció més apreciat pel viatge que per la destinació. Com menys sàpiga el públic, més intrigat estarà pels girs i girs no del tot previsibles de la història." Escriu que quan "la pel·lícula fa el seu gir més cridaner, que converteix Nic en una cosa semblant a l'adolescent de sis mil milions de dòlars", "també és el punt culminant d'una pel·lícula més interessada en el flaix superficial que en la coherència narrativa o la profunditat del personatge".

## Premis
Va rebre el premi als millors efectes especials al XLVII Festival Internacional de Cinema Fantàstic de Catalunya.